# Бидюльга
Бидюльга — река в России, протекает в Катав-Ивановском районе Челябинской области. Правый приток Танкала.

## География
Река Бидюльга берёт начало у посёлка Шарлаш. Течёт на юго-запад. Устье реки находится в 6 км по правому берегу реки Танкал. Длина реки составляет 10 км. Высота устья — 296,8 м над уровнем моря.

## Данные водного реестра
По данным государственного водного реестра России относится к Камскому бассейновому округу, водохозяйственный участок реки — Сим от истока и до устья, речной подбассейн реки — Белая. Речной бассейн реки — Кама.
Код объекта в государственном водном реестре — 10010200612111100019027.